# كيب هاميلتون
كيب هاميلتون (بالإنجليزية: Kipp Hamilton)‏ هي عارضة وممثلة أمريكية، ولدت في 16 أغسطس 1935 في لوس أنجلوس في الولايات المتحدة، وتوفيت في 29 يناير 1981 في بيفرلي هيلز في الولايات المتحدة بسبب سرطان الثدي.

## وصلات خارجية
- كيب هاميلتون على موقع IMDb (الإنجليزية)
- كيب هاميلتون على موقع أول موفي (الإنجليزية)
- كيب هاميلتون على موقع قاعدة بيانات الفيلم (الإنجليزية)